# Спільна політика безпеки та оборони
Спільна політика безпеки та оборони (CSDP), раніше знана як Європейська політика безпеки та оборони (ЄПБО), є найважливішим елементом спільної зовнішньої та безпекової політики Європейського Союзу і є частиною політики ЄС, що охоплює оборону та військові аспекти, а також внутрішні кризи. ЄПБО була наступником Європейської безпеки та оборони в НАТО, але відрізнялася, тим що знаходилась під юрисдикцією Європейський Союзу.
Формально Спільна політика безпеки та оборони підпорядковується Європейській раді, яка є інститутом ЄС. А проте, Верховний представник Європейського Союзу з питань закордонних справ і політики безпеки, Жозеп Боррель, також відіграє значну роль. Він готує рішення, які потім виносять на розгляд Ради.